# Janjanbureh
Janjanbureh (tidligere kendt som Georgetown) er en by i det centrale Gambia, beliggende i landets Central River Division. Byen har 3.998(2013) indbyggere.